# Ahi Budhnjá
| Pěji chválu na z vody zrozeného hada sedícího v temných hlubinách řek. Nechť nám Had hlubin neučiní zlého, nechť neselže modlitba tohoto (pěvce) hledajícího pravdu. |
| Rgvéd, 7. 34, verš 16, 17 |

Ahi Budhnjá „had hlubin“ je málo známé védské božstvo. Je zmiňován pouze v rgvédských hymnech na Višvedévas „všechny bohy“ a to dvanáctkrát, pětkrát společně s Ažou Ekapádem, třikrát s Apám Napátem, třikrát s samudrou „oceánem“ a dvakrát se Savitarem, pouze ve třech verších je vzýván sám. V pozdějších védských textech je spojen s Agnim Gárhapatjou, v povédských je ztotožněn s Rudrou-Šivou.
Védské ahi (अहि) je běžným slovem pro hada a je užíváno taktéž pro démonického Vrtru zadržujícího světové vody a poraženého Indrou, zároveň však také pro Agniho, božstvo ohně. Budhnjá je adjektivem od budhná (बुध्न) „dno, hlubina“ příbuzného starořeckému puthmén (πυθμήν) užívaném taktéž pro hlubiny země či vod, ale také českému dno.
Indologové přelomu 19. a 20. století jako Arthur Anthony Macdonell a Arthur Berriedale Keith považovali Ahi Budhjáa za atmosférické božstvo či personifikaci oblaků. MacDonell tak činí tak však je na základě toho ve společnosti jakých božstev je zmiňován, a za místo jeho pobytu pokládá atmosférický oceán. Na základě dvou proseb o nečinění zlého taktéž předpokládá jeho zhoubný charakter. Zároveň však připouští se může být totožný s Vrtrou jehož zlovolné aspekty byly oslabeny a počal být vzýván jako božstvo, zatímco Keith jej vykládá spíše jako aspekt Agniho.
Indoevropisté Georges Dumézil a Ake V. Ström přirovnali Ahi Budhnjáa k severskému Níðhöggovi, hadovi okusujícímu kořeny světového stromu Yggdrasilu, přičemž poukázali že světový strom má své kořeny často v nebesích. Lingvista Vjačeslav Ivanov spojil jeho jméno s jihoslovanským označením vánočního polene – badnjak, přičemž podle jeho názoru „starý badnjak“ je personifikací draka, zatímco „mladý badnjak“ jeho protivníka. Poukazuje na fakt že v Rgvédu Vrtra poražený Indrou se kácí jako strom poražený bleskem, v jiných indoevropských pramenech je protivník hrdiny přirovnáván ke stromu poraženému dřevorubcem. Ivanovův spolupracovník Vladimir Toporov srovnal jméno Budhnjá s řeckým Pythón, což je jméno draka poraženého Apollónem.